# Alexandr Zaichikov
Alexandr Zaichikov (en kazajo: Александр Зайчиков; Zaslonovo, Bielorrusia, 17 de agosto de 1992) es un deportista kazajo de origen bielorruso que compite en halterofilia.
Participó en dos Juegos Olímpicos de Verano, en los años 2012 y 2016, obteniendo una medalla de bronce en Río de Janeiro 2016, en la categoría de 105 kg. Ganó una medalla de oro en el Campeonato Mundial de Halterofilia de 2015, en la misma categoría.

## Palmarés internacional
| Juegos Olímpicos   | Juegos Olímpicos         | Juegos Olímpicos  | Juegos Olímpicos |
| Año                | Lugar                    | Medalla           | Categoría        |
| ------------------ | ------------------------ | ----------------- | ---------------- |
| 2016               | Río de Janeiro (Brasil)  | Medalla de bronce | 105 kg           |
| Campeonato Mundial |                          |                   |                  |
| Año                | Lugar                    | Medalla           | Categoría        |
| 2015               | Houston (Estados Unidos) | Medalla de oro    | 105 kg           |